# Стрийско-Санская Верховина
Стрийско-Санская Верховина — часть Украинских Карпат в пределах Львовской области, преимущественно низкогорья. Расположена в верховьях рек Опор, Стрый и Сана. На севере граничит с Верхнеднестровскими Бескидами, на востоке со Сколевскими Бескидами, на юге и юго-западе — с Верховинским Водораздельным хребтом. Преобладают мягкие формы рельефа, на окраинах рельеф приобретает черты среднегорья. Хребты Стрийско-Санской Верховины тянутся с юго-востока на северо-запад, они разделены широкими древними продольными Прадолинами (Санская, Борыньская, Турковская и др.) с хорошо выраженными террасами. Почвы бурые лесные и дерново-бурозёмные, преимущественно малощебенистые. Лесистость 47 %, преобладают пихтовые леса с примесью бука. Низкогорная часть Стрийско-Санской Верховины довольно густо населена, земли в значительной мере освоены. Крупнейшие населенные пункты — Турка, Борыня, Стрый. Ландшафтные заказники — Надсанский региональный парк, Пикуй, Бердо.